# Лемішко Костянтин Львович
Костянтин Львович Лемішко (нар. 8 травня 1974, Львів, УРСР) — український футболіст, захисник, футбольний тренер.

## Кар'єра гравця
Вихованець футбольної школи «Карпати» (Львів). Перший тренер — Володимир Безуб'як. Розпочинав кар'єру в аматорських командах Львівської області. З 1995 по 1998 роки курсував між першою і другою лігами чемпіонату України.
У 2000 році був запрошений в «Ниву» (Тернопіль). У вищій лізі дебютував 18 березня 2000 року в поєдику з харківським «Металістом». У 2001 році приєднався до «Поліграфтехніки». Дебютував у футболці олександрійського клубу 28 липня 2001 року в переможному (1:0) домашньому поєдинку 4-о туру Прем'єр-ліги проти донецького «Металурга». Костянтин вийшов на поле на 49-й хвилині, замінивши Олега Жиліна. У футболці «поліграфів» зіграв 5 матчів у Вищій лізі та 1 поєдинок у кубку України. У 2002 році захищав кольори львівського «Динамо» у Другій лізі чемпіонату України. Потім провів 3 поєдинки у Вищій лізі у футболці полтавської «Ворскли».
У 2003 році грав у вищому дивізіоні Казахстану в команді «Восток» (Усть-Каменогорськ), звідки взимку 2004 року перейшов у «Гомель». У складі білорусів провів один офіційний матч у рамках Кубка Співдружності.
Після повернення до України підписав контракт з «Олександрією». Дебютував у футболці «городян» 28 серпня 2004 року в переможному (2:0) домашньому поєдинку 4-о туру групи Б Другої ліги проти «Севастополя». Лемішко вийшов на поле на 30-й хвилині, замінивши Олександра Ковгана. У складі олександрійців зіграв 10 матчів у Другій лізі. Завершив футбольну кар'єру в 2006 році виступами за тернопільську «Ниву».

## Кар'єра тренера
З квітня по травень 2010 року працював у тернопільській «Ниві» в тренерському штабі Едуарда Павлова. У серпні 2010 року був призначений директором «Ниви».
У 2012 році працював старшим тренером команди «Погонь» (Львів), яка виступає в першості Львівської області.

## Освіта
Закінчив Львівський інститут фізичної культури і спорту.